# آراوکی‌اس گانسان (پی‌سی‌سی-۷۵۷)
آراوکی‌اس گانسان (پی‌سی‌سی-۷۵۷) (به انگلیسی: ROKS Gunsan (PCC-757)) یک کشتی بود که طول آن ۸۸ متر (۲۸۸ فوت ۹ اینچ) بود. این کشتی در سال ۱۹۸۴ ساخته شد.